# フサール (駆逐艦・2代)
フサール (SMS Huszár) はオーストリア＝ハンガリー帝国海軍の駆逐艦。フサール級。座礁事故で失われたフサール級ネームシップの「フサール」の代艦として建造された艦で、兵装や他一部には先代「フサール」から回収されたものが使用された。なお、修理改造用の資金で建造されたため、扱いとしては大規模な改造となっている。
艦名の由来はユサール。

## 艦歴
1909年11月29日起工。1910年12月20日進水。1911年2月8日竣工。

### 第一次世界大戦
1915年5月23日、駆逐艦「パンドゥール」、水雷艇3隻と共にコトル湾前面に機雷を敷設。
8月11日、駆逐艦「フサール」と「トゥルル」はGargano付近を砲撃した。または、「フサール」はバーリを攻撃。
12月5日、巡洋艦「ノファラ」と駆逐艦「フサール」、「パンドゥール」、「トゥルル」、「Warasdiner」、水雷艇3隻はSan Giovanni di Meduaを攻撃。「フサール」と「パンドゥール」は港内の船を攻撃し、この攻撃で汽船3隻と帆船5隻（または内燃機船「Thira」と機帆船6隻）が沈んでいる。
1916年1月8日、巡洋艦「Aspern」と駆逐艦「フサール」、「Warasdiner」はLovćen山南麓のモンテネグロ軍陣地を砲撃した。
9月26から27日、「フサール」と駆逐艦「ヴィルトファング」、「Warasdiner」、「トゥルル」はヴァローナ・ブリンディジ間の敵海上交通を妨害すべく出撃したが敵を見なかった。
1917年9月29日夜、フェラーラの飛行場空襲参加機の援護を行った後、帰投中であった駆逐艦「フサール」、「ヴェレビト」、「シュトライター」、「トゥルル」はイタリアの「スパルヴィエロ」と駆逐艦「Abba」、「Orsini」、「Acerbi」、「Stocco」、「アウダーチェ」、「Ardente」、「Ardito」に捕捉され交戦した。オーストリア＝ハンガリー側では「ヴェレビト」と「フサール」が被弾し、イタリア側では「スパルヴィエロ」と「Orsini」が被弾した。
11月24日、「フサール」は撃墜された水上機「K190」の乗員を救助し、そのエンジンを回収した。
11月28日、「フサール」と駆逐艦「ディナラ」、「シュトライター」、「トリグラフ」、「レカ」や水雷艇はセニガッリア・リミニ間の鉄道を攻撃。「フサール」はファーノ近くで貨物列車を砲撃した。
1918年2月1日、カッタロ湾在泊の装甲巡洋艦「ザンクト・ゲオルク」などで反乱が発生。しかし、軽巡洋艦や駆逐艦（「フサール」もカッタロ湾在泊）は反乱には加わらなかった。
5月、「フサール」と駆逐艦「トゥルル」、「パンドゥール」、「レカ」はコマンド部隊を上陸させてMutignano・シルヴィ間の鉄道橋を破壊する作戦に従事。5月9日に「フサール」から部隊が上陸したが、敵の攻撃を受けて撤退した。
戦後は1920年にイタリアに引き渡され、解体された。

## 要目（1913年以降）
- 長さ：68.38m
- 幅：6.25m
- 満載排水量：414トン
- 速力：28.4ノット
- 兵装：45口径7cm砲1、30口径7cm砲5、45cm魚雷発射管2

出典